# 錸鋨測年法
錸-鋨測年法是一種放射性定年法，基於同位素187Re到187Os的β衰變。正常情況下，其半衰期為41.6×109年，但使用完全電離的187Re原子的研究發現，半衰期會降至僅33年。錸和鋨都具有強烈的親鐵性（親鐵性），而錸還具有親硫性（親硫性），這使其可用於測定金和銅鎳礦床等硫化礦的年代。
此測年方法是基於使用 N-TIMS（負熱電離質譜法）測量的同位素比計算出的等時線。

## 錸鋨等時線
錸鋨測年法是採用等時線測年法進行的。等時線是透過分析幾個被認為是同時由同一來源形成的樣本而創建的。 Re-Os 等時線繪製了放射性成因 187Os 與非放射性成因 188Os 的比率以及母同位素 187Re 與非放射性同位素 188Os 的比率。採用穩定且相對豐富的鋨同位素188Os來標準化等時線中的放射性同位素。
Re-Os等時線由下列方程式定義：
{\displaystyle \left({\frac {{}^{187}\mathrm {Os} }{{}^{188}\mathrm {Os} }}\right)_{\mathrm {present} }=\left({\frac {{}^{187}\mathrm {Os} }{{}^{188}\mathrm {Os} }}\right)_{\mathrm {initial} }+\left({\frac {{}^{187}\mathrm {Re} }{{}^{188}\mathrm {Os} }}\right)\cdot (e^{\lambda t}-1),}
其中：
t為樣本的年齡，
λ為187Re的衰變常數，
(eλt−1)為定義系統年齡的等時線的斜率。
應用錸鋨等時線法的一個很好的例子是對南非威特沃特斯蘭德採礦營地金礦床的年代測定研究。

## 錸鋨同位素演化
在地球最初的吸積過程中，錸和鋨具有強耐火性和親鐵性，這導致這兩種元素優先進入地球核心。因此，這兩種元素在矽酸鹽地球中應該是貧化的，但地函中的 187Os/188Os比率卻是球粒隕石。這種明顯矛盾的原因在於部分熔融事件中錸和鋨行為的改變。 Re 傾向於進入熔體相（不相容），而鋨則留在固體殘留物中（相容）。這導致海洋地殼中的{\displaystyle {\frac {Re}{Os}}}比率較高（源自地函的部分熔融），而下地函中的{\displaystyle {\frac {Re}{Os}}}比率較低。在這方面，{\displaystyle {\frac {Re}{Os}}}體系對於研究地函岩石的地球化學演化和確定地函分異的年表是極為有幫助的。
橄欖岩捕虜體被認為是上地函（地球）的樣本，有時含有超球粒隕石 Os 同位素比率。這被認為是古老高 Re/Os 玄武岩地殼被循環回地函的證據。這種放射性熔體（由187Re衰變產生的187Os）和非放射性熔體的組合有助於支持地函中至少有兩個Os同位素儲層的理論。這兩個儲層的體積被認為約佔整個地函的 5-10%。 第一個儲層的特徵是錸和熔體肥力替代物（例如鈣和鋁等元素的濃度）的消耗。第二個儲層是球粒隕石成分。
透過Re-Os測年直接測量大陸地殼的年齡是困難的。捕虜體被通常富含錸的岩漿滲透，改變了真正的元素錸/鋨比率。相反，可以透過兩種方式確定模型年齡：「錸耗竭」模型年齡或「熔融年齡」模型。前者假設元素{\displaystyle {\frac {Re}{Os}}}比等於0（鎂綠岩殘留物的{\displaystyle {\frac {Re}{Os}}}為0，因此假設捕虜體是從近科馬提岩熔體中提取出來的），從而找到提取事件的最小年齡。後者給出了熔融事件的年齡，該年齡是根據熔融替代物（如 Al2O3）等於 0 時推斷出來的（古代次大陸岩石圈的CaO和Al2O3的重量範圍為2%。

## 鉑-錸-鋨系統學
190Pt 放射性衰變為 186Os，半衰期為4.83(3)×1011年（它比宇宙的年齡還要長，因此本質上是穩定的）。然而，現代柱狀相關岩漿的原位 187Os/188Os 和 186Os/188Os同時富集，這意味著{\displaystyle {\frac {Pt}{Os}}}和{\displaystyle {\frac {Re}{Os}}}。由於兩種母同位素的半衰期都極長，因此富含Os同位素的儲層一定非常古老，以便有足夠的時間讓子同位素形成。這些觀察結果被解釋為支持以下理論：太古代俯衝地殼將富含 Os 同位素的熔體帶回地函。